# Miss Rio Grande do Sul 2005
O concurso que elegeu a Miss Rio Grande do Sul 2005 aconteceu no dia 4 de novembro de 2004, em Gramado. A vencedora foi Eunice Vieira Pratti, de Pelotas.

## Resultados
| Colocação                   | Candidata                   | Município   |
| Miss Rio Grande do Sul 2005 | Eunice Vieira Pratti        | Pelotas     |
| 2º Lugar                    | Manuella Roque Calistro     | Triunfo     |
| 3º Lugar                    | Karin Lunardi Cavalli       | Veranópolis |
| 4º Lugar                    | Paula Tatiana Garbuyo Veras | Taquara     |
| 5º Lugar                    | Letícia Lopes Lima          | Butiá       |

## Informações sobre as candidatas
- Eunice Pratti disputou o Miss Brasil 2005 e ficou entre as 10 semifinalistas.
- Karin Cavalli participou do Brazil's Next Top Model 1 e foi eliminada no episódio 8.